# Paine Airport
Paine Airport är en flygplats i Chile.   Den ligger i provinsen Provincia de Maipo och regionen Región Metropolitana de Santiago, i den södra delen av landet, 50 km söder om huvudstaden Santiago de Chile. Paine Airport ligger 388 meter över havet.
Terrängen runt Paine Airport är bergig söderut, men norrut är den kuperad. Närmaste större samhälle är Paine, 16,4 km nordost om Paine Airport. 
I omgivningarna runt Paine Airport växer huvudsakligen savannskog. Runt Paine Airport är det ganska tätbefolkat, med 60 invånare per kvadratkilometer.